# Michael Krupp
Michael Krupp (* 1938 in Elbing) ist ein deutscher evangelischer Theologe und Judaist.

## Leben
Michael Krupp verlebte seine frühe Kindheit im ostpreußischen Elbing. Seine Eltern waren aktive Gegner des Nationalsozialismus. Krupps Vater Gerhard war Dekan der Bekennenden Kirche und wurde für mehrere Monate wegen seiner Kritik an der Judenverfolgung inhaftiert.
Nach Ende des Zweiten Weltkriegs wurde die Familie vertrieben. Die Kinder wurden zunächst zu Verwandten in den Harz geschickt, später zog die Familie nach Essen. Hans-Jürgen Krupp ist sein älterer Bruder. Zwei jüngere Schwestern Krupps starben an den Strapazen des Nachkriegshungers und aufgrund fehlender Medikamente. Krupp fand Trost in der Bibel, insbesondere den Schriften des Alten Testaments.
Mit Gründung der Bundeswehr im Jahr 1955 wurde er zur Musterung aufgefordert. Als einziger Schüler an seinem Gymnasium verweigerte er den Kriegsdienst. Krupp beschäftigte sich in dieser Zeit intensiv mit dem Staat Israel und lernte etwas Neuhebräisch. Nach Aufnahme des Studiums der Theologie an der West-Berliner Freien Universität besuchte er einen Kurs über Zionismus. Im Jahr 1959 reiste er zum ersten Mal nach Israel und lebte einige Zeit als Freiwilliger in einem Kibbuz.
Nach seiner Rückkehr gehörte Krupp zu den Gründerinnen und Gründern der Deutsch-Israelischen Studiengruppe an der Kirchlichen Hochschule Berlin. Daneben setzte sich Krupp innerhalb linker politischer Gruppierungen, wie dem Sozialistischen Deutschen Studentenbund, für den Staat Israel ein. Neben Theologie studierte Krupp Judaistik und Islamwissenschaften. 1966 promovierte er bei Helmut Gollwitzer. Kurz darauf heiratete er seine Frau Danièle, eine aus Algerien stammende französische Jüdin.
Aufgrund seiner Ehe mit einer jüdischen Frau wurde Krupp von der Evangelischen Kirche im Rheinland nicht als Pastor eingestellt. Die West-Berliner Evangelische Kirche der Union hingegen ordinierte Krupp und entsandte ihn 1970 nach Jerusalem, um ein kirchliches Begegnungszentrum aufzubauen.
In Jerusalem betreute Krupp deutsche Theologiestudenten an der Hebräischen Universität, leitete das Büro von Aktion Sühnezeichen, war Beauftragter für das interkonfessionelle Gespräch und später Vorsitzender der Israel-Interfaith-Association. 1978 gehörte er zu den Mitbegründern des Programms Studium in Israel, dessen Studienleiter er seit Gründung war und bis ins Jahr 2003 blieb.
Michael Krupp brach mit der antijüdisch-antisemitischen Tradition der christlichen Kirche. Das Judentum gilt in seiner Theologie nicht als verstockte religiöse Gemeinschaft, die Jesus Christus nicht als den Messias anerkennt, sondern als religiöses Gegenüber. Judenmission lehnt Krupp strikt ab. Diese Einstellung hat sich inzwischen weitgehend in der Evangelischen Kirche durchgesetzt.
Krupp schrieb mehrere Bücher über den Talmud und über den Zionismus. Seit 2002 gibt er die Mischna in einer deutsch-hebräischen Version heraus. Nach seiner Pensionierung als evangelischer Pfarrer in Jerusalem baute er eine deutsche evangelische Gemeinde in Belgrad auf.
Danièle und Michael Krupp sind die Eltern vier jüdischer Kinder. Im Sommer 2003 erhielt Krupp seinen ersten israelischen Personalausweis.

## Auszeichnungen
- Mount Zion Award (2019)
- Bundesverdienstkreuz am Bande (2025)[2]

## Ausgewählte Werke
- Vergesse ich dein, Jerusalem. Von der Zionssehnsucht zu Israels Wiedergeburt. Sternberg, Metzingen 1962, DNB 452612128.
- Zionismus und Staat Israel. Ein geschichtlicher Abriss. 3. Auflage. Gütersloher Verlagshaus, Gütersloh 1992, ISBN 3-579-00791-2.
- Die Geschichte der Juden im Land Israel. Vom Ende des Zweiten Tempels bis zum Zionismus. Gütersloher Verlagshaus, Gütersloh 1993, ISBN 3-579-00765-3.
- Den Sohn opfern? Die Isaak-Überlieferung bei Juden, Christen und Muslimen. Gütersloher Verlagshaus, Gütersloh 1995, ISBN 3-579-00289-9.
- Als Herausgeber: Qumran-Texte. Zum Streit um Jesus und das Urchristentum. 2. Auflage. Gütersloher Verlagshaus, Gütersloh 1996, ISBN 3-579-01304-1.
- Der Talmud. 2. Auflage. Gütersloher Verlagshaus, Gütersloh 1999, ISBN 3-579-00772-6.
- Die Geschichte des Zionismus. Gütersloher Verlagshaus, Gütersloh 2001, ISBN 3-579-01212-6.
- Als Herausgeber: Die Mischna. Textkritische Ausgabe mit deutscher Übersetzung und Kommentar. Verlag der Weltreligionen, Frankfurt 2007 (Neuauflage der Ausgabe Jerusalem 2002 ff.).
- Die Geschichte des Staates Israel. Von der Gründung bis heute. 2. Auflage. Gütersloher Verlagshaus, Gütersloh 2004, ISBN 3-579-06401-0.
- Als Herausgeber: Die Pessach-Haggada. Lee Achim Sefarim, Jerusalem 2006, ISBN 965-7221-38-2.